# Człowiek ciemności II: Durant powraca
Człowiek ciemności II: Durant powraca (ang. Darkman II: The Return of Durant) – amerykański kryminał z 1995 roku w reżyserii Bradforda Maya.

## Fabuła
Durant powraca. Tym razem planuje przy użyciu najnowszych technologii przejąć cały handel narkotykami w mieście. Ale powraca także Darkman, który darzy Duranta taką samą nienawiścią, jak on Darkmana. Darkmanowi znów przyjdzie pokrzyżować plany nikczemnego Duranta.

## Główne role
- Arnold Vosloo – Peyton Westlake/Człowiek ciemności
- Larry Drake – Robert G. Durant
- Kim Delaney – Jill Randall
- Renée O’Connor – Laurie Brinkman
- Lawrence Dane – dr Alfred Hathaway
- Jesse Collins – dr David Brinkman
- David Ferry – Eddie
- Jack Langedijk – Rolo Latham
- Sten Eirik – Whitney
- Steve Mousseau – Roy
- Anne Marie DeLuise – recepcjonistka
- Catherine Swing – Bonnie Cisco
- Phillip Jarrett – Dan
- Kevin Rushton – skinhead
- Donna Mullin – panna S&M
- Candice Beaulieu – dziewczynka
- Harry Spiegel – taksówkarz
- James Millington – pan Perkins
- Chris Gillett – szef Boba
- Graham Rowat – Bob
- Adam Bramble – doktor
- David Clement – detektyw Stringer
- Rod Wilson – Ivan Druganov